# 小田イト
小田 イト（おだ イト、1911年〈明治44年〉5月24日 - 2000年〈平成12年〉7月11日）は、日本のアイヌ文化伝承者。千歳アイヌ語教室の講師として同教室の中心的役割を担ったことに加えて、アイヌ語や古式舞踊、伝統料理の継承への取り組みにより、アイヌ文化の伝承に貢献した。

## 経歴
北海道長沼村で誕生した。幼少時に千歳町釜加に移住した。農作業を手伝う一方で、家に近所のフチ（アイヌの高齢女性）が泊まりに来ると、彼女らのカムイユカㇻ（英雄叙事詩）やウエペケレ（昔話）に聞き入った。テレビなど娯楽の無い時代、心を躍らせながらフチたちの語りに聞き入り、自然と内容を憶えていった。
戦後はウポポ（座り歌）、ホリッパ（踊り）、手工芸の普及に尽力した。1991年に千歳アイヌ語教室が開設された後は講師として参加し、同教室の中心的な存在であった。
1993年（平成5年）には、イトの語りをもとに児童文学者の松居友が著した書籍『火の神の懐にて ある古老が語ったアイヌのコスモロジー』が刊行された。アイヌの家庭と生活に根付いたアイヌの神々についてまとめられた書籍であり、NPO法人行動科学研究所所長の鈴木智子により「アイヌの人々のこのコスモロジーは、生命へのいたわりと祈りに満ちている」と評価された。同1993年は国際先住民年でもあり、日本の先住民族について綴られた書籍としても注目された。
1998年（平成10年）、この書籍の出版や、アイヌ語や古式舞踊、伝統料理の継承への取り組みを評価されて、アイヌ文化の伝承や振興に貢献した人に贈られる、平成10年度アイヌ文化賞を受賞した。
同1998年時点では恵庭市内の病院に入院中であり、アイヌ語教室への参加は控えていたものの、体調は良く、年齢を感じさせない話ぶりで、カムイユカㇻやウエペケレをすぐに披露できるほどであった。しかし2年後の2000年7月、肺炎のために満89歳で死去した。
没後、アイヌ文化研究者の藤村久和は「イトさんは私たちの研究を温かく見守って、世話を焼いてくれる後ろ盾のような存在でした」と話した。
関係者は「アイヌ文化の語り部が、また一人いなくなった」と、その死を悼む声も上がった。幼少時から親交のあった千歳アイヌ文化伝承保存会の中本ムツ子は「白沢ナベさんとイトさんの三人でアイヌ文化を紹介するビデオの編集に携わったことが忘れがたい」と振り返った。